# مركز 03 عجب شير للتدريب العسكري (ديزجرود الغربي)
غاریسون 3 عجب شیر (بالفارسية: مرکز آموزشی 03 عجب‌شیر) هي قرية ومنشأة عسكرية تقع في إيران في أذربيجان الشرقية. يقدر عدد سكانها بـ 4,719 نسمة .